# Kurushima Michifusa
Kurushima Michifusa (来島 通総), também conhecido como Madasi (1562-1597) foi um almirante japonês durante o reinado de Toyotomi Hideyoshi. Quarto filho de Kurushima Michiyasu (来島 通康), Michifusa morreu na Batalha de Myeongnyang pelas forças do Almirante Yi.